# Отечественные архивы
«Оте́чественные архивы», в 1966-1991 Советские архивы — советский, затем российский научно-практический журнал, специализирующийся на вопросах истории, теории и практики архивного дела и делопроизводства.

## Общие сведения
В журнале публикуются нормативные акты, регламентирующие деятельность российских архивов, статьи по проблемам экспертизы ценности и отбора документов, обеспечения их сохранности и организации использования, документы из архивов России и зарубежных стран, отражающие события отечественной истории.

## История
В 1923—1941 годах выходил под названием «Архивное дело». В 1956—1959 годах — «Информационный бюллетень Главного архивного управления МВД СССР», В 1959—1965 годах — научно-информационный бюллетень «Вопросы архивоведения».
С 1966 года — научно-теоретический и научно-практический журнал Главархива СССР «Советские архивы», издавался при участии Института марксизма-ленинизма при ЦК КПСС и Института истории СССР АН СССР.
В 1979 году, постановлением Президиума ВАК СССР, журнал был включён в «Перечень издающих организаций, в научных изданиях которых могут публиковаться основные научные результаты, включаемые в докторские диссертации».
22 ноября 1991 года журнал зарегистрирован в Мининформпечати Российской Федерации под названием «Отечественные архивы». Учредителями журнала выступили: коллектив редакции, Министерство печати и массовой информации РСФСР, Комитет по делам архивов при Правительстве РСФСР.
С 1995 года учредителями журнала являются коллектив редакции и Федеральное архивное агентство.
С февраля 2012 года — АНО «Отечественные архивы».

## Редакционная коллегия
- А. Н. Артизов — руководитель Федерального архивного агентства, доктор исторических наук
- Е. М. Бурова — директор Историко-архивного института РГГУ, преподаватель дисциплины "Архивоведение", кандидат исторических наук
- Т. М. Горяева — доктор исторических наук
- И. Н. Киселёв — доцент Историко-архивного института РГГУ, кандидат исторических наук
- О. В. Иванова — заместитель главного редактора, кандидат исторических наук
- В. И. Кураш — директор Департамента по архивам и делопроизводству Министерства юстиции Республики Беларусь
- Т. Ф. Павлова — заслуженный работник культуры Российской Федерации
- И. Е. Ромашин — доцент Историко-архивного института РГГУ, кандидат исторических наук
- Е. А. Тюрина — директор Российского государственного архива экономики, кандидат исторических наук
- В. С. Христофоров — руководитель Центра публикации источников по истории России XX века ИРИ РАН, член-корреспондент РАН, доктор юридических наук,
- В. Н. Шепелев — заместитель директора Российского государственного архива социально-политической истории, кандидат исторических наук
- Ю. М. Эскин — заместитель директора Российского государственного архива древних актов, кандидат исторических наук
- В. Ф. Янковая — доцент Историко-архивного института РГГУ, кандидат исторических наук

## Отзывы
В апреле 2014 года директор Наукометрического центра НИУ ВШЭ Иван Стерлигов во время XV Апрельской международной научной конференции «Модернизация науки и общества» сообщил, что в ходе исследования, проведённого учёными из НИУ ВШЭ путём экспертного опроса 56 историков (выбранных 11 историкам «высшего уровня») и последующего анализа 887 анкет по 66 историческим журналам было выяснено, что журнал «Отечественные архивы» получил высокую оценку.